# Ахалбедисеули
Ахалбедисеули (груз. ახალბედისეული) — село в Грузии, на территории Хонийского муниципалитета края (мхаре) Имеретия.

## География
Село находится в западной части Грузии, на правом берегу реки Кухи (правый приток Губисцкали), на расстоянии 8 километров к северо-востоку от города Хони, административного центра муниципалитета. Абсолютная высота — 210 метров над уровнем моря.

## Население
По результатам официальной переписи населения 2014 года, в Ахалбедисеули проживало 315 человек (167 мужчин и 148 женщин). В национальной структуре населения грузины составляли 100 %.
| Год  | Население, человек |
| ---- | ------------------ |
| 2002 | 376                |
| 2014 | ↘ 315              |